# John McDonald (Moderator)
John McDonald (* 7. August 1960 in London) ist ein englischer Sportkommentator und Moderator. Bekannt geworden ist er als Kommentator von Boxkämpfen und als Master of Ceremonies bei der Professional Darts Corporation (PDC).

## Leben
McDonald ist verheiratet und hat vier Söhne. Wohnhaft ist er in Fulham. Er ist Mitbegründer der Wohltätigkeitsorganisation Future pathway.

## Karriere
John McDonald trat 1977 als Fallschirmjäger in die 1 PARA der britischen Armee ein. 1980 stürzte McDonald bei einer Fallschirmsprungübung aus etwa 20 Metern Höhe ab. An den Sturz selbst konnte er sich nicht erinnern, er lag sechs Wochen im Koma, und als er im Militärkrankenhaus aufwachte, spürte er nur noch seinen Kopf. In den anderen Gliedmaßen hatte er überhaupt kein Gefühl mehr. Er hatte sich die Wirbel C5 und C6 am oberen Ende der Wirbelsäule gebrochen und war dadurch zeitweise gelähmt. In den folgenden 18 Monaten erlangte er jedoch allmählich wieder ein Gefühl. Nach dem Unfall sattelte er um und arbeitete als freier Fotograf für das Fernsehen. Von 1982 bis 1994 bereiste er die ganze Welt, um über große Sportereignisse zu berichten, bis er 1994 erneut den Beruf wechselte und fortan als Conferencier bei Sportveranstaltungen arbeitete. Der große Durchbruch gelang ihm beim Boxen und seitdem ist er als freiberuflicher Sportkommentator tätig. Seine bevorzugten Sportarten sind Boxen, Snooker, Angeln, Poker, Tennis, Tischtennis und Darts. Seit 1990 ist er der offizielle britische Pressesprecher der International Boxing Organization und deren europäischer Sportansager. Im November 2004 gab er sein PDC-Debüt beim Event The Showdown zwischen Phil Taylor und Andy Fordham in der Circus Tavern und 2005 war er beim World Matchplay erstmals als Master of Ceremonies bei einem Major-Turnier im PDC-Fernsehen zu sehen. Im Februar 2007 trat McDonald die Nachfolge von Phil Jones als Master of Ceremonies der PDC an. Seine erste World Darts Championship als PDC-Sprecher war 2008. Seit 2016 ist er ausschließlich für die PDC tätig.